# Íslendingur
Die Íslendingur („Isländer“) ist ein Nachbau des Gokstad-Schiffes, der zwischen 1994 und 1996 von Gunnar Marel Eggertsson auf Island gebaut wurde.

## Bau
Der Schiffbauer Gunnar, der 1991 stellvertretender Schiffsführer der Gaia auf ihrer Fahrt von Norwegen an die amerikanische Ostküste gewesen war, baute die Íslendingur weitgehend in Eigenarbeit auf Vestmannaeyjar. Er hatte sich zuvor Pläne des Originals beschafft und das Originalschiff im Museum besichtigt. Seinen Angaben zufolge ist das Schiff der Gaia sehr ähnlich, es weist allerdings auch bedeutende Unterschiede auf. Die Blaupausen des Museums, nach denen die Gaia gebaut wurde, seien nicht ganz korrekt gewesen, so sei zum Beispiel der Kiel zu gerade, wodurch ihm Stabilität fehle. Er habe das Gokstad-Schiff im Museum vermessen und diese konstruktive Schwäche bei der Íslendingur vermieden. Das Bauholz – Eiche und Kiefer – wurde in Norwegen und Schweden beschafft. Die Arbeiten begannen im Oktober 1994 und wurden im März 1996 abgeschlossen. Insgesamt wurden 18 Tonnen Holz und 5000 Nägel verbaut. Als Ballast dienten 8 Tonnen Lavagestein. Das Segel wurde in Dänemark angefertigt. Die 64 am Schiff angebrachten Schilde aus acht Millimeter starkem Kiefernholz wurden von den Schülern der Technikerschule von Hafnarfjörður als Geschenk hergestellt. Neben ihrer ursprünglichen Funktion als Waffen dienten sie auch dem Schutz der Besatzung vor Regen und Wellengang. Das Schiff wird mit Segel und Riemen fortbewegt, besitzt jedoch auch zwei Hilfsmotoren, die aber nur im Notfall und kurzzeitig eingesetzt werden, da der Gebrauch von Motoren auf diesem Schiffstyp problematisch ist.

## Fahrten
Zur 1000-Jahr-Feier der Landung Leif Erikssons in Nordamerika richtete die Leifur Eiríksson Millennium Commission im Jahr 2000 ca. 200 Festveranstaltungen in Kanada und den USA aus, bei denen 13 nachgebaute Wikingerschiffe erscheinen sollten. Zur Teilnahme an diesen Feierlichkeiten lief die Íslendingur mit einem Begleitschiff am 17. Juni 2000 mit einer neunköpfigen Besatzung von Island aus. Dabei wurde zunächst in Búðardalur, dem Hafen nahe Leif Erikssons mutmaßlichem Geburtsort, Halt gemacht, da dies der offizielle Startpunkt der Fahrt werden sollte. Von dort lief sie zunächst nach L'Anse aux Meadows aus, wo sie am 28. Juli 2000 eintraf. Bei ihrer Weiterfahrt lief sie bis Ende August 2000 mehrere kanadische Häfen an und erreichte schließlich am 5. Oktober 2000 New York City. Die durchschnittliche Reisegeschwindigkeit betrug 7 Knoten. Für die Fahrt war das Schiff mit modernen Navigationsmitteln ausgerüstet worden. Bei der Überquerung des Nordatlantik geriet die Íslendingur bei Nacht vor Südgrönland in Packeis, aus dem sie sich erst nach zehn Stunden befreien konnte. Insgesamt legte sie 4200 Seemeilen zurück.

## Verbleib

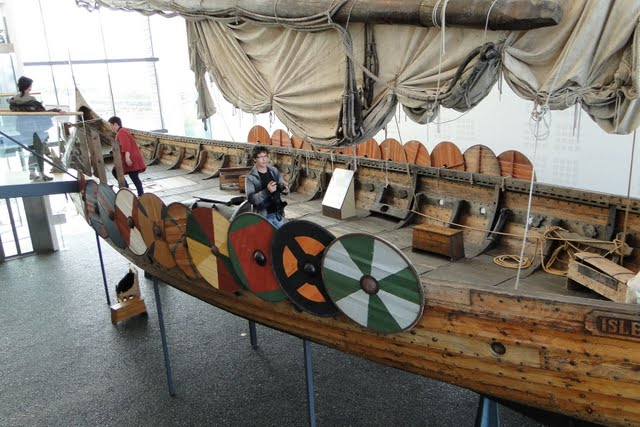
Íslendingur in der Ausstellung des Víkingaheimar

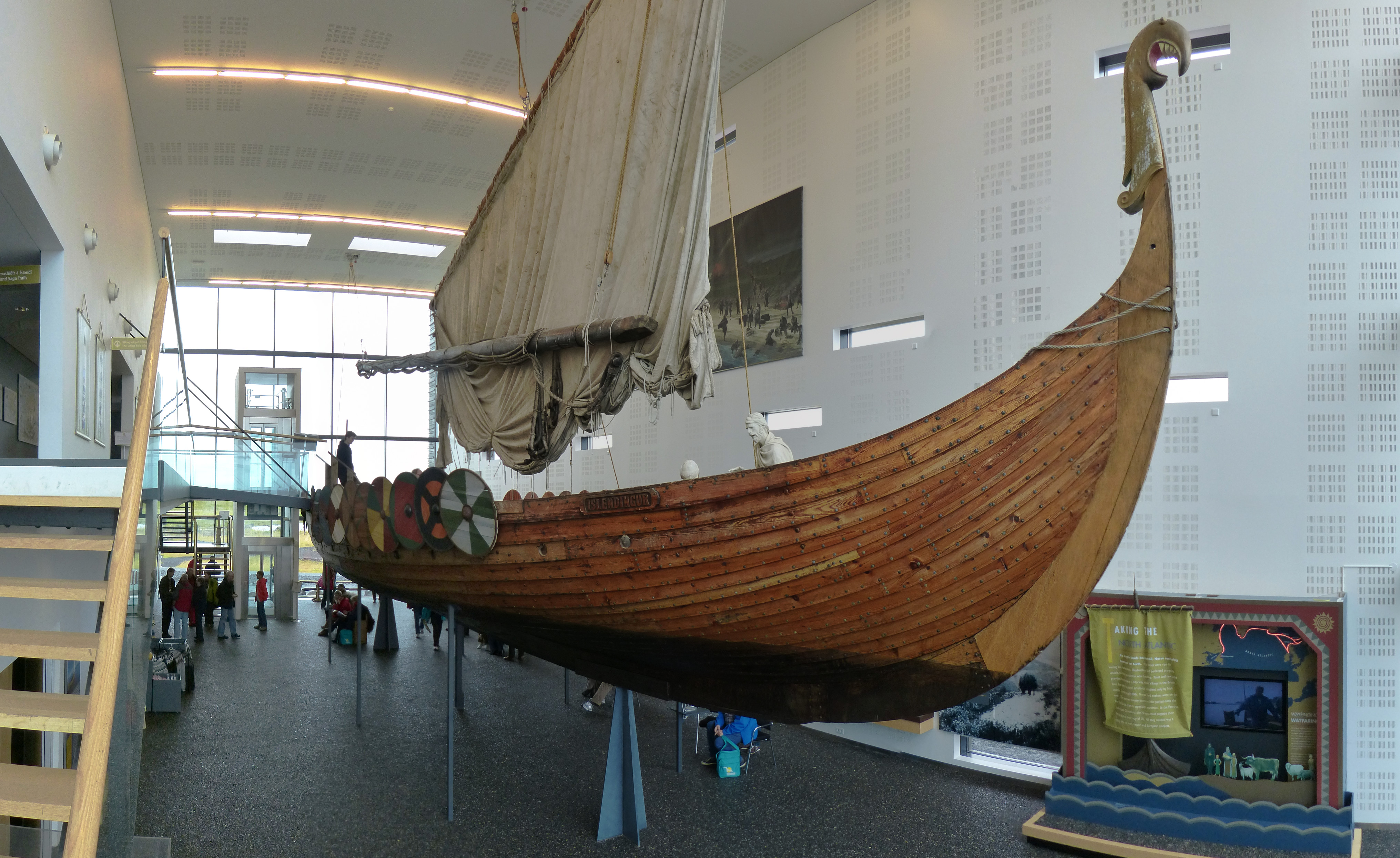
Íslendingur in der Ausstellung des Víkingaheimar

Nach Erreichen New Yorks verblieb das Schiff zunächst in Westbrook im US-Bundesstaat Connecticut. Im Jahr 2002 wurde es von der Gemeinde Reykjanesbær und privaten Parteien gekauft und zurück nach Island überführt. Seit 2008 befindet sich das Schiff in einer eigens gebauten Ausstellungshalle im Museum Víkingaheimar in Njarðvík, wo es besichtigt werden kann.

## Rezeption
Gunnar Marel Eggertsson wurde 2001 für seine Verdienste im Zusammenhang mit der Reise mit dem Ritterkreuz des Falkenordens ausgezeichnet. 2010 wurde er für seine Beiträge für das Museum geehrt, das die Íslendingur ausstellt.